# Szigethi Károly
Szigethi Károly (Budapest, 1949. január 17. –) háromszoros magyar bajnok labdarúgó, kapus.

## Pályafutása
1962-ben a Bp. Spartacusban kezdett futballozni. 1968-tól 1971-ig a Kőbányai Sörgyárban szerepelt. Az Újpesti Dózsa csapatában mutatkozott az élvonalban 1972. november 12-én a Tatabányai Bányász ellen, ahol csapata 3–1-re győzött. 1972 és 1977 között 48 bajnoki mérkőzésen szerepelt újpesti színekben. Háromszor bajnok és egy-egy alkalommal ezüst-, bronzérmes illetve magyar kupa-győztes lett a csapattal.
1977 és 1979 között a Székesfehérvári MÁV Előre csapatában szerepelt és 28 mérkőzésen lépett pályára. Utolsó mérkőzésen a Vasastól 4–2-re kapott ki csapata.
1974 szeptemberében a válogatott a kispadjáig jutott, az osztrákok elleni mérkőzésen.
1983-tól 1984-ig a III. kerület BLSZ-ben szereplő csapatát edzette.

## Sikerei, díjai
- Magyar bajnokság
  - bajnok: 1972–73, 1973–74, 1974–75
  - 2.: 1976–77
  - 3.: 1975–76
- Magyar kupa (MNK)
  - győztes: 1975

## jegyzetek
1. ↑  Újpesti Dózsa.  Labdarúgás,  XXII. évf.  9. sz. (1976. szeptember)   16. o.
2. ↑  Forrásban.  Labdarúgás,  XX. évf.  10. sz. (1874. október)   6. o.
3. ↑  Ki kit kér és enged el a labdarúgó NB 1-ben.  Népsport,  XXVII. évf.  168. sz. (1971. július 17.)   3. o.
4. ↑  Nagy III a jobbhátvéd, Harsányi a középhátvéd, Becsei a balszélső.  Népsport,  XXX. évf.  228. sz. (1974. szeptember 28.)   3. o.
5. ↑  A Népsport jelenti.  Népsport,  XL. évf.  190. sz. (1984. augusztus 8.)   9. o.